# هارولد کراسی
هارولد کراسی (انگلیسی: Harold Creasey؛ 1883 – ۱۹۵۲ (۶۸−۶۹ سال)) ورزشکار ورزش تیراندازی اهل بریتانیا بود.
وی در مسابقات کشوری و بین‌المللی در مجموع برندهٔ ۱ مدال برنز شده‌است.